# Edificio del semanario Nuevo Mundo
El edificio del antiguo semanario Nuevo Mundo está situado en la madrileña calle de Larra, número 14, y fue encargado en 1906 al arquitecto español Jesús Carrasco-Muñoz, también autor del Hotel Reina Victoria y la fábrica y el mercado de Loja, entre otras obras. El edificio se inauguró en 1908 y ha albergado desde entonces a la prensa madrileña más destacada del siglo XX. Actualmente es una de las sedes del Instituto Europeo de Diseño (IED).

## Historia y reformas del edificio
La construcción del semanario Nuevo Mundo pertenece a la época más fructífera y exitosa a nivel profesional de la vida de Jesús Carrasco-Muñoz. El periodo de entre 1904 y 1906 está marcado por su ruptura con los trabajos colaborativos y el comienzo de su carrera en solitario. Es en 1906 cuando el empresario y congresista José del Perojo le encarga a Carrasco-Muñoz que lleve a cabo el proyecto de su recién fundada revista y la cual presidía él. El proyecto supuso que el arquitecto se dedicara a él desde octubre de 1906 hasta abril de 1907.
No obstante, tanto la fachada, símbolo modernista de Madrid, y gran parte del interior del edificio, han sufrido a lo largo de los años tantas modificaciones que en la actualidad la apariencia del edificio es irreconocible con respecto al diseño original. Esto se debe a las distintas editoriales que eligieron el edificio del semanario como sede:
Durante el periodo de obras, se presentó el proyecto de ampliación de la planta baja, lo que provocó el cambio de sentido de la misma y que el torreón de acceso pasara al lado izquierdo del edificio (dicho torreón desaparecería más tarde con la ampliación de una tercera planta). Adquirido por la empresa Papelera Española, esta lo reformaría entre 1917 y 1918. Se considera que la modificación más desafortunada fue la ampliación de un tercer piso que realizó Agustín Ruiz de Arcaute, en 1920, puesto que supuso la creación de una nueva fachada. Además, entre 1920 y 1927 se llevó a cabo una ampliación y varias reformas por parte de los diarios El Sol (fundado en 1917) y La Voz (fundado en 1920.)
Entre estas reformas destacan el proyecto que presentó el ingeniero industrial Ignacio Mazeres en 1926 para ampliar los talleres de imprenta y el proyecto de Manuel Sánchez Arcas para hacer una ampliación en una planta del pabellón de servicios y en la fachada que daba al patio posterior. Tanto El Sol como La Voz desaparecieron en 1939 con la toma de Madrid por parte de las tropas franquistas. Ya en 1940 se instalaron en el edificio los diarios Arriba, de carácter falangista, y Marca, perteneciente al ámbito deportivo. Estas dos publicaciones, pertenecientes a la cadena de prensa del Movimiento, fueron las responsables de las modificaciones en los años 1930 y 1940. Más tarde el edificio pasaría ser propiedad de la Comunidad de Madrid y del diario Madrid. Por último, cabe mencionar que el IED, actual dueño, también ha realizado un proceso de rehabilitación.

## Proceso de construcción
Se construyó sobre un solar de planta trapezoidal de bases paralelas. El edificio estaba destinado, por un lado, a albergar la maquinaria de impresión del semanario (rotativas y talleres) y, por otro lado, a ser su sede social (redacción y oficinas), además de destinar una zona a la creación de una vivienda para el presidente de la revista. Por lo tanto, debía ser un edificio amplio y con grandes espacios para todas las secciones, así como debía tener una fachada que fuera representativa del lugar. Carrasco-Muñoz tomó como modelo la sede de la revista Blanco y Negro, construida unos años antes. 
La idea del arquitecto era organizar las salas en torno a un patio central cuadrado. En un primer momento iba a haber solamente dos plantas, pero al final se decidió que serían tres, debido a la necesidad de espacio. Así quedó la disposición: un sótano para los almacenes y la maquinaria pesada, la planta baja con las oficinas y la maquinaria ligera y el segundo piso para la biblioteca, el despacho y la residencia privada del presidente.
Además, puso gran cuidado en la iluminación: abrió el mencionado patio central, un segundo en la parte trasera para iluminar la sala de máquinas y un tercero en la fachada para que entrara luz en el sótano.Las zonas industriales se edificaron con estructura metálica mediante pilares y vigas de hierro, y el resto se construyó con un sistema mixto de muros de ladrillos y forjados sobre vigas.)

## Estilo arquitectónico
El edificio de Nuevo Mundo es considerado símbolo del más puro eclecticismo de Carrasco-Muñoz. Se podría describir el estilo de dicha construcción según tres apartados: la inspiración catalana, la inspiración internacional y la presencia del Modernismo.
En primer lugar, en cuanto a la influencia catalana, cabe destacar que en diferentes partes de la construcción hay elementos con inspiración en la Casa Thomas, obra del catalán Lluís Doménech i Montaner, por ejemplo, el balcón que hay en la galería del edificio.
En segundo lugar, en lo referente a las innovaciones arquitectónicas y decorativas, Carrasco-Muñoz también se inspiró en el estilo vienés para, por ejemplo, la elaboración de los remates y el tratamiento de los apilastrados; y en el estilo italiano, que está reflejado en las coronas laureadas a modo decorativo.

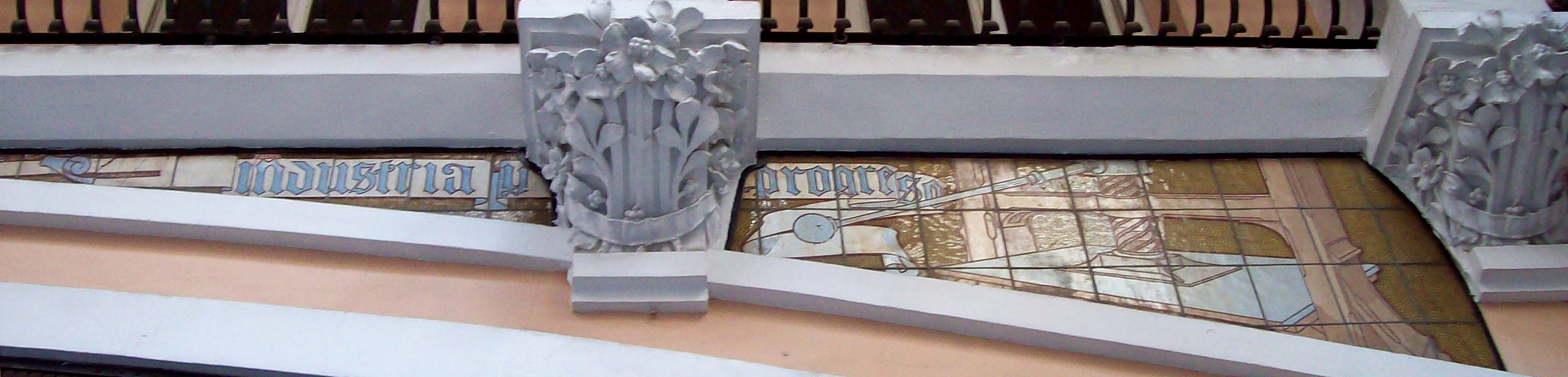
Vista de las decoraciones ceramistas de Daniel Zuloaga

En tercer lugar, hay una presencia del Modernismo en el diseño de las ménsulas, los capitales y la rejería interior y exterior. La fachada supone el foco de atención: los elementos ornamentales tienen un gran protagonismo, pero se mezclan con el estilo modernista que introdujo el arquitecto. Por otra parte, el ceramista Daniel Zuloaga se encargó de los paneles cerámicos de las enjutas del arco, que representan el tema de la Ciencia (a la izq.) y de la Industria (a la derecha.) Aparecen, a su vez, imágenes que hacen referencia a la actividad periodística. Zuloaga también realizó el letrero central de la fachada.